# جغرافيا كينيا
تبلغ مساحة كينيا 580,367 كيلو متراً. وتبدأ أرضها بمستنقعات ساحلية تنمو بها غابات المنجروف يليها سهل ساحلي يمتد بطول البلاد من الشمال إلى الجنوب.وتنتشر التكوينات المرجانية قرب الساحل.ويزداد ارتفاع السطح نحو الغرب والشمال حيث الهضبة الكينية التي يزيد ارتفاعها نحو الغرب والجنوب الغربي، ويتراوح الارتفاع بين 1.500 م و 2.500 م، وأعلى جبالها كينيا ويبلغ ارتفاعه 5.196 متراً، وفي الشمال الغربي من كينيا تسير الحافة الاخدودية حيث توجد بحيرة ردلف، وقد برزت منه حافات عالية تصل أحياناً 3000 متر.